# Третья династия Ура

3-я Династия Ура — царская династия, правившая в Шумеро-Аккадском царстве (Южная Месопотамия), объединявшая под своей властью всю Месопотамию около 2111 года до н. э. — 2003 года до н. э. Это был последний период шумерской государственности — так называемый шумерский ренессанс. Царство Шумера и Аккада в правление III династии Ура являлось восточной деспотией, для которой были характерны огосударствление большей части хозяйства страны, контроль и регламентация всех аспектов жизни, чёткая государственная идеология. Несмотря на подчёркнутый шумерский характер и то, что в официальном употреблении был только шумерский язык, на самом деле царство Шумера и Аккада было результатом синтеза шумерской и аккадской традиций, хотя и за доминированием первой, а в живом общении аккадский продолжал вытеснять шумерский.

## Возникновение
После изгнания гутиев правитель Урука Утухенгаль объединил под своей властью весь Шумер и объявил себя по примеру саргонидов царём Шумера и Аккада. Среди его сподвижников был и правитель Ура Ур-Намму. Если сначала он в своих надписях изображает себя верным наместником Утухенгаля, то позже сам начинает претендовать на верховную власть. В борьбу за власть пробовал вмешаться и правитель Лагаша, однако ему мешала репутация Лагаша, который считался прокутийским городом. К счастью для Ур-Намму, прежде чем борьба дошла до вооружённого конфликта, Утухенгаль погиб в результате несчастного случая. Вскоре после этого лугаль Ура завоевал Урук и создал единое государство, известное сейчас как царство Третьей династии Ура.
Социально-исторические условия того времени в значительной степени повлияли на сам характер государства. Во-первых, это было возрождение Шумера после длительного иностранного завоевания — кутийского, а перед тем — аккадского. Среди шумеров были сильны патриотические и националистические настроения, которые требовали возвращения к старым, исконным шумерским порядкам. Во-вторых, страна после длительного господства варваров-завоевателей требовала хозяйственного возрождения — восстановления системы каналов, дорог и т. д. В-третьих, несмотря на желание вернуться к старым шумерским порядкам, огромное влияние на представления о власти составил Аккадский период и его деспотические цари. Можно утверждать, что фактически цари третьей династии Ура, декларируя свою «шумерскость», политически скорее следовали Саргону и Нарам-Суэну. Также следует учитывать, что страну населяли не только шумеры, но и аккадцы и относительно недавние пришельцы амореи, а в живом общении основным языком был именно аккадский, а не шумерский. Поэтому, несмотря на доминирование шумерской культуры, государство Шумера и Аккада было в действительности синтезом двух традиций — шумерской и аккадской.

## Династия
Согласно шумерскому «Царскому списку», III династия Ура правила более ста лет и насчитывала 5 царей.
- Ур-Намму — 2111—2094 гг. до н. э.
- Шульги — 2093—2047 гг. до н. э.
- Амар-Суэн (он же Бур-Суэн) — 2046—2038 гг. до н. э.
- Шу-Суэн — 2037—2028 гг. до н. э.
- Ибби-Суэн — 2027—2003 гг. до н. э.

## История

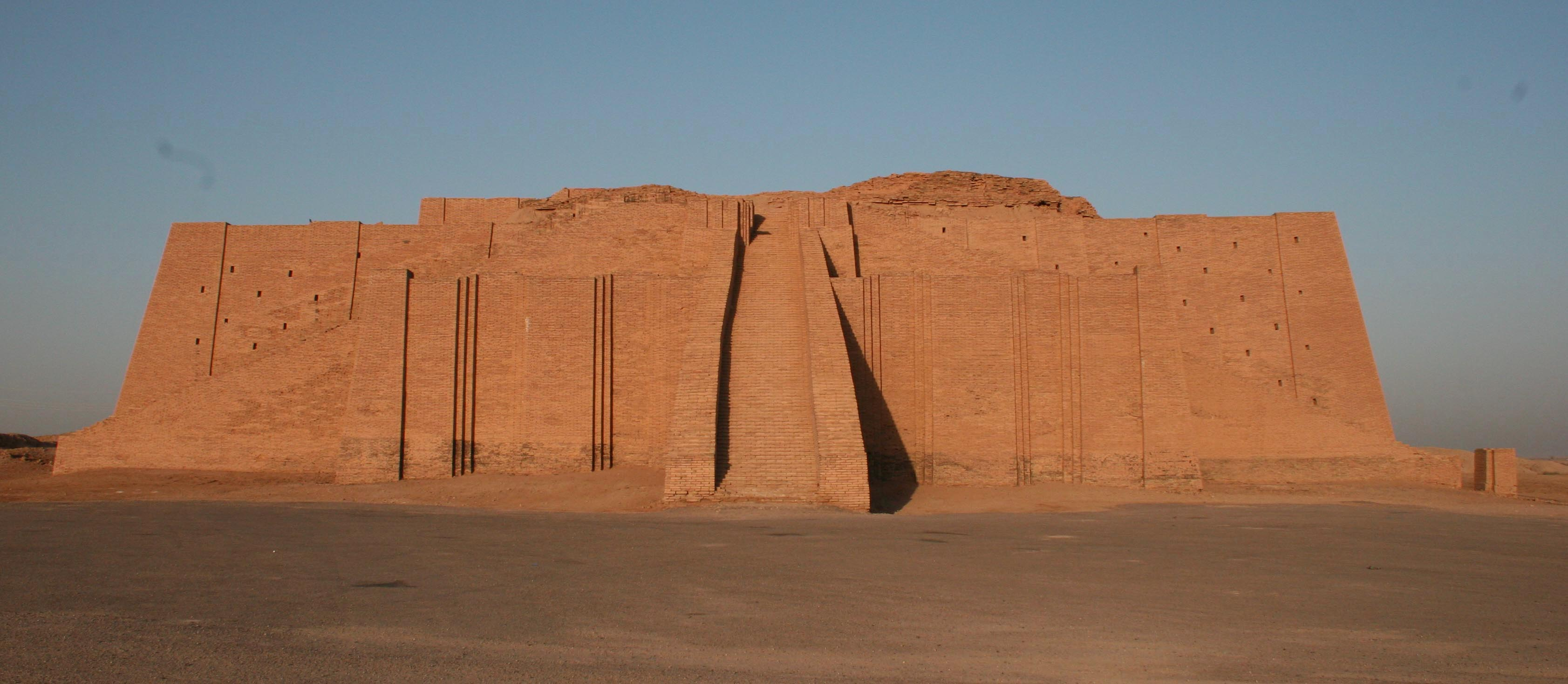
Зиккурат в Уре, построенный Ур-Намму

В состав владений Третьей династии Ура — «Царства Шумера и Аккада», кроме собственно южного Междуречья, входили также значительная часть Верхней, или Северной Месопотамии, а также некоторые земли за Тигром и в Эламе.
Объединение Месопотамии в единое государство дало толчок развитию сельского хозяйства. Производились огромные ирригационные работы — чинились старые каналы, запущенные за годы гутийского господства, и строились новые. До нашего времени сохранились их остатки под Уммой. Особенно прославился этим Ур-Намму, на долю которого выпало возрождение хозяйства освобождённой от гутиев страны — сохранились надписи этого царя, который сообщает об организации восстановления разрушенных дамб и каналов. Но по приказу Ур-Намму производились не только ирригационные работы, например, именно при нём в Уре был построен величественный зиккурат, развалины которого сохранились до нашего времени. Сам Ур-Намму по примеру древних энси хотел изобразить себя строителем, и со времён его правления сохранилось много статуэток царя с корзиной кирпича на голове. По приказу царя строились и перестраивались храмы по всей стране, — на сотнях кирпичей, которые закладывались в фундамент зданий, сохранилось его имя. Кроме строительства, занимался Ур-Намму и другой привычной для древних правителей деятельностью — воевал. Именно он покорил независимый ранее Лагаш и совершил несколько походов на северо-запад вплоть до Средиземного моря.
После основателя династии почти полвека правил его сын Шульги. Он не только был самовластным правителем, но и, подражая Нарам-Суэну, был обожествлён при жизни. Шульги относительно много воевал в Эламе, осуществил 9 походов в предгорья Загроса против племён сумуру и лулубеев. Он реформировал войско, заведя отряды лучников. Во второй половине правления Шульги удалось покорить горные районы Элама, Мари, значительные территории в Северной Месопотамии — как заявлял сам Шульги, всю страну Субарту, в том числе и Ашшур. В эламской области Махаши Урскому царю удалось посадить на престол свою дочь. Есть сведения о походах в Сирию и о том, что Библ входил в зону влияния III династии Ура. В это время даже далёкая восточная Малая Азия находилась под влиянием Шумера и шумерской культуры. На короткое время царство Шуммера и Аккада почти восстановило прежнюю империю Саргонидов.
От Шульги сохранился древнейший из известных сборников законов. Сам царь утверждал, что «установил справедливость на земле, изгнал злоупотребления». В законах Ур-Намму интересно то, что главной формой наказания являются разнообразные штрафы, а не действия по принципу талиона. Шульги ввёл по всей стране единую систему мер и весов, определение лет по одним и тем же событиям, календарь, согласовывал лунные и солнечные годы благодаря добавлению вставных месяцев в течение тридцатишестилетнего цикла.
Вслед за Шульги правили его сыновья Амар-Суэн и Шу-Суэн, завоевавшие земли среднего течения Евфрата, покорили Мари и Эблу. Однако царству Шумера и Аккада угрожали кочевые племена, поэтому уже Шу-Суэн приказал построить для защиты от них огромную стену  Muriq-Tidnum («[стена] что сдерживает тиднум»). При Шу-Суэне происходит уже заметное ослабление государства. Около 2030 года наместник Эшнуны Итурия перестаёт подчиняться Урскому царю, примерно тогда же восстаёт Элам, где возникает собственная новая династия Симашки.
Последним правителем III династии Ура был Ибби-Суэн, который в начале своего правления воевал с Эламом. Однако опасность грозила с другого направления — вторжение кочевников амореев привело к анархии в государстве и его распаду.
По сравнению с Саргонидами цари III династии Ура воевали значительно меньше. Однако, согласно документам тех времён, очень активной была невоенная внешняя политика — по всему региону рыскали урские торговые и дипломатические агенты, которые не только занимались торговлей, но и прославляли своих царей.
Именно на времена правления III династии Ура приходится переход Междуречья от медной эпохи к бронзовой, когда орудия из бронзы приобретают распространение и начинают заменять медные.

## Порядки

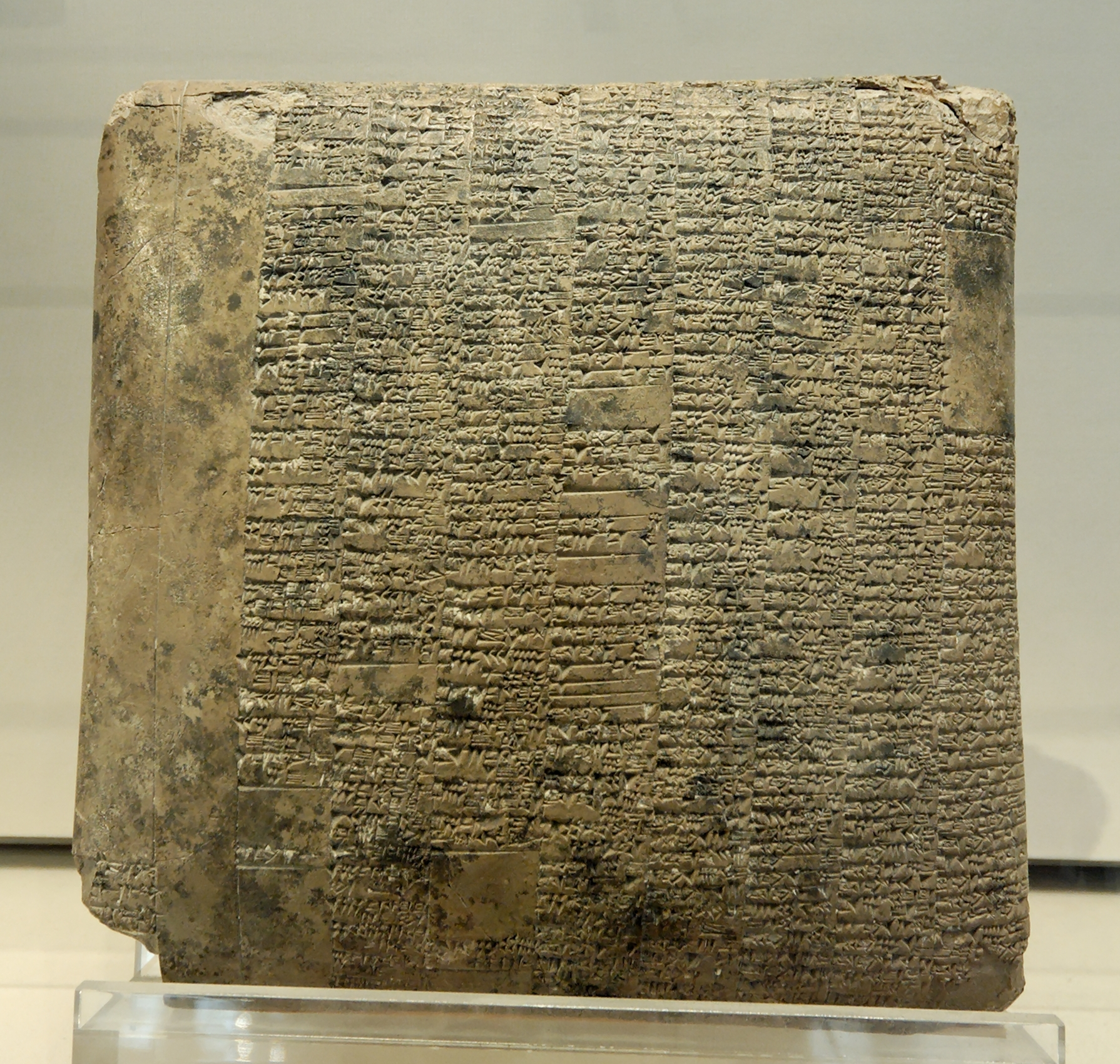
Образец хозяйственного отчёта времён III династии Ура

Примерно столетняя история III династии Ура является одним из наиболее документированных периодов древней истории. В разных музеях мира хранится не менее 100 тысяч глиняных табличек тех времён, или же добрая треть всех документов, дошедших до нас от всей трёхтысячелетней эпохи клинописи. Правда, сохранились главным образом хозяйственные документы, поэтому наши знания о тех временах касаются прежде всего порядков, а не политических событий.

### Хозяйство
Главной чертой хозяйства III династии Ура было огосударствление. Фактически III династия Ура полностью огосударствило ремесло, которое, кроме того, обслуживало самые непосредственные семейные нужды, государство полностью контролировало международную торговлю, обладало большей частью земли, и, соответственно, сельскохозяйственного производства. Такой степени государственного контроля над хозяйством страны Междуречье не знало ни до, ни после. В литературе, особенно советской, III династия Ура часто показывается как образец древневосточной деспотии, однако в действительности это не образец, а яркое исключение, ибо в древнем мире никогда больше не использовали как основной метод эксплуатации илотскую работу в государственных хозяйствах за паёк.
Большая часть земель принадлежала царю. Царское хозяйство поглотило бывшие храмовые земли, земли бывших правителей, а также все новозавоёванные территории. Царю принадлежало гораздо больше земли, чем общинам. Царские земли делились на три части. Первую, большую, составляли земли, на которых непосредственно велось централизованное хозяйство. Вторая часть земель давалась в пользование храмам, а третья, самая маленькая, раздавалась в пользование крупнейшим чиновникам, служащим храмов, воинам. Хотя в целом государство пыталось максимально заменить выдачу участков земли натуральными выплатами, но земельные владения вельмож были довольно значительны. Например, согласно документам из Лагаша, главному жрецу выделялось 36 гектаров земли, его помощнику 18, заведующему хозяйством 15, в то время как участки мелких землевладельцев обычно составляли 5/6—3/2 гектара.
В целом, государственный сектор держался на использовании труда зависимого населения, фактически илотов, и частично наёмных рабочих. Рабочие звались «гуруш» («молодцы»), а работницы — «нгема» (рабыни). Все работники были объединены в бригады по виду деятельности: земледельцы, носильщики, пастухи, ремесленники отдельных мастерских. Ремесленники работали в крупных государственных мастерских: например, известна крупная ткацкая мастерская в Уре, где работало 165 женщин. При этом любую бригаду рабочих могли перебросить и на другие работы или даже в другой город, так что случаи, когда, например, литейщиков или ткачей отправляли разгружать баржи, собирать урожай или даже бурлачить корабли, не были редкостью.
Гуруши работали с утра до вечера без выходных, нгема — так же, кроме периода месячных. Рабочим выдавали паёк: 1,5 литра ячменя на мужчину и 0,75 литров на женщину, немного кунжутного масла и шерсти, а в некоторых случаях также пиво, рыбу, изредка финики, но никогда мясо. Никаких упоминаний о выдаче пайков на детей нет, поэтому их содержание полностью ложилось на плечи родителей, прежде всего матерей. Сведений о том, могли ли быть у гурушей или нгема семьи, нет.
Ряды гурушей и нгема пополнялись за счёт пленных. Их сначала пригоняли в Ур, а затем распределяли по всей стране. До приписывания к конкретной бригаде пленных — в основном женщин и детей — держали в специальных лагерях. По царившим в них порядкам эти лагеря были похожи на концентрационные, а смертность временами достигала 20 % в месяц и даже больше. Сохранился, например, документ из Уммы с отчётностью о выдаче продовольствия пленницам и их детям в подобном лагере. В нём из 185 человек в месяц умерло 57.
Квалифицированные ремесленники, воины и большая часть чиновников также получали паёк, хотя и заметно больше, чем гуруши и нгема — паёк выдавался им в расчёте на содержание семьи, а не только на собственное прокормление. Привычное для Междуречья выделение земельных участков как источника дохода использовалось значительно реже, чем до и после тех времён, и обычно в отношении лиц, занимавших высокие должности. Рядовым чиновникам участки предоставлялись лишь в исключительных случаях, поэтому большинство населения полностью зависели от выдачи пайка из государственных складов.
Централизовано было не только земледелие и ремесло, но и скотоводство и торговля. Скот разводили главным образом для жертвоприношений в храмах, и частично на кожу и молоко. Каждый регион должен был поочерёдно поставлять скот в определённый храм. Например, в Ниппур для храма Энлиля сгоняли тысячи голов скота. Фактически эти поставки скота были формой налога. При этом его размер мог зависеть от политических причин. Например, все номы государства должны поставлять скот в два главных храма Ура по месяцу в год, а Лагаш (который, как считалось, провинился сотрудничеством с гутиями) — по два месяца в год. Торговля полностью находилась в руках государства: ею занимались лишь особые агенты «тамкары», торговавшие лишь товарами с государственных складов. В условиях централизованного хозяйства внутренняя торговля пришла в упадок, но зато внешняя процветала.
Продукцию с государственных полей, стад и мастерских свозили на огромные склады и уже оттуда распределяли на места. С одной стороны, это усиливало власть государства и его аппарата, а с другой, делало систему крайне уязвимой для нарушений снабжения. Хозяйство, в силу как примитивности, так и сверхцентрализации, функционировало в основном на основе натурального обмена, хотя в торговле все больше использовались деньги в виде весового металла, главным образом серебра.

### Административная система

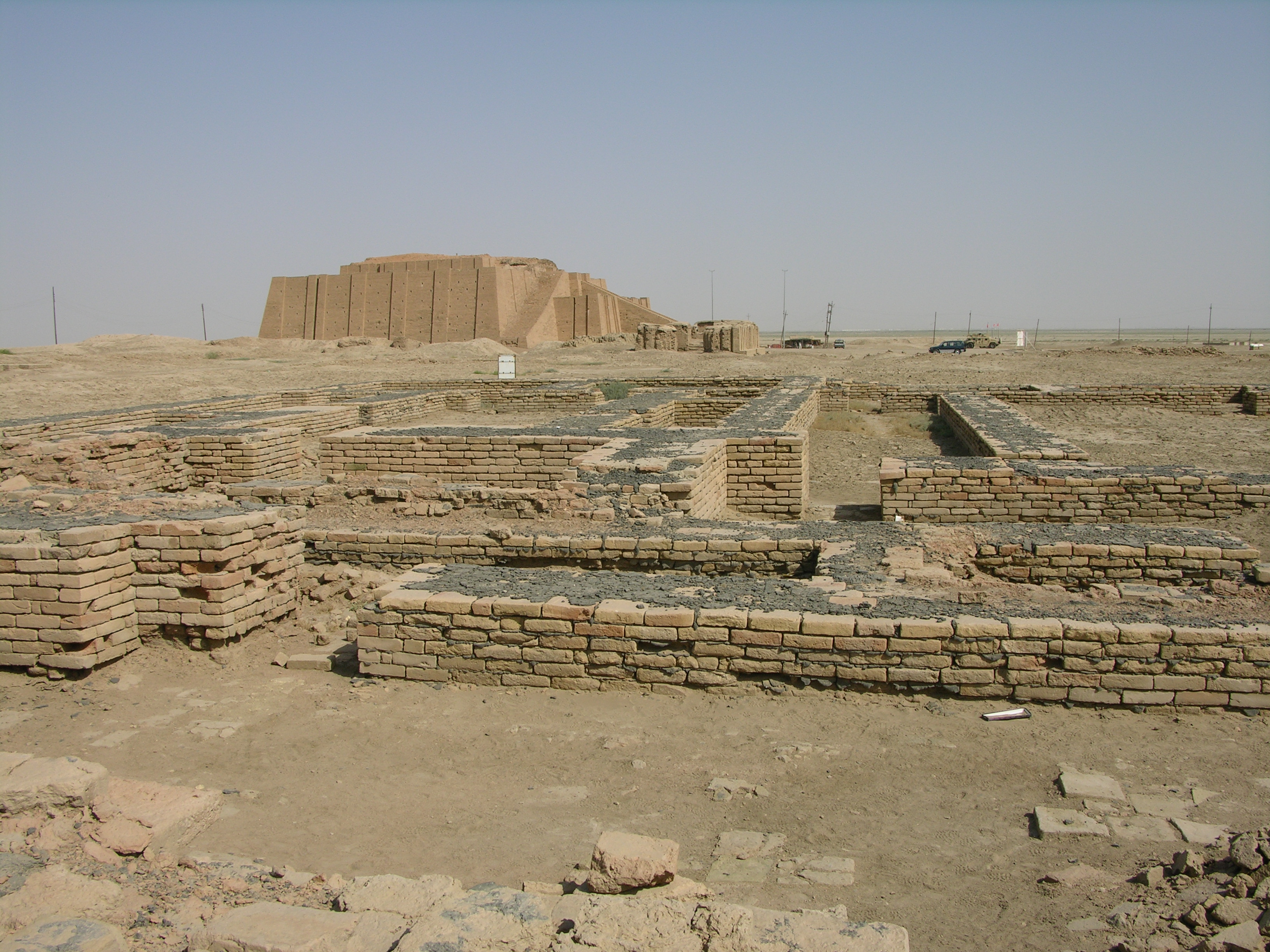
Руины Ура — современное состояние

Страна была разделена на округа, которые порой совпадали, но иногда не совпадали с традиционными территориями, принадлежавшими определённым городам, ибо границы теперь опирались не на историческую принадлежность, а проходили по ирригационным сооружениям. По-прежнему во главе таких округов стояли энси, но теперь это были не выборные или наследственные должности общины, а царские чиновники, во всём покорные верховной власти. По приказу сверху их нередко перебрасывали с места на место, чтобы они не могли закрепиться в определённом округе. Лишь в некоторых приграничных регионах сохранились традиционные энси. Хотя эти должностные лица были полностью подчинены центральной власти, энси всё же имели незаурядные доходы и много рабов, которых, правда, при необходимости могли мобилизовать для работы в царском хозяйстве, например, на сбор урожая. Также в каждый округ, кроме энси, предназначался специальный чиновник и военачальник, которые следили за работой энси и его аппарата и регулярно отправляли в столицу отчёты царю.
Власти энси подчинялось, вероятно, всё население определённого округа, а не только государственные служащие, гуруши и нгема.
Вся система государственного хозяйства требовала учёта и надзора и была насквозь бюрократизированной. Всё фиксировалось в письменном виде — даже такие факты, как выдача двух голубей на кухню для обеда царицы. При этом каждую операцию должны были утвердить своими печатями два человека — человек, ответственный за операцию, и контролёр. Для взаимоконтроля различные аспекты одного и того же учитывались по-разному, например, отдельно существовал учёт рабочей силы и отдельно выполненной работы. Поля делились на полосы вдоль и поперёк для перекрёстного контроля: одни чиновники следили за полями вдоль, а другие поперёк. Первичной отчётностью не ограничивались и возводили её в отчёты по отрядам, городам, за определённые периоды и т. д.
Огромная бюрократическая система требовала множества чиновников — писцов, надзирателей, контролёров и т. д. Все эти должности, где выдавался гарантированный повышенный паёк, были весьма привлекательны как в своё время для разорённых гутиями общинников, так и позже для замученных работой гурушей. Именно масса чиновников и была социальной опорой режима. Из документов той эпохи видно, что численность частных рабов значительно возросла даже у представителей низших слоёв администрации, то есть у них были средства как для покупки рабов, так и для их содержания. Из этого можно сделать вывод, что административные должности были достаточно доходными. Исходя из исторического опыта, можно предположить, что источником значительной части доходов чиновничества были разнообразные злоупотребления и воровство.
Другой опорой власти были воинство и жречество. Армия набиралась из воинов, которые получали в награду натуральное содержание или же государственные наделы, использовались также наёмники преимущественно из воинственных кочевников-амореев.
В условиях жёстко регламентированной жизни времён III династии Ура впервые в Междуречье воцарился длительный период мира и относительного порядка. Из-за этого впервые в истории региона возникают многочисленные поселения за пределами городов. Ранее в условиях частых войн и набегов люди постоянно жили только под защитой городских стен.

### Образование
Как уже указывалось выше, огромный административный аппарат и пронизывавшая всё бюрократия требовали огромного количества квалифицированных чиновников. Поэтому за III династии Ура достаточно большое внимание уделяли образованию, например, царь Шульги по личному распоряжению приказал принимать в школы как можно больше детей, причём позволил в качестве исключения принимать и детей из незнатных и нечиновничьих семей. Существовала целая система достаточно хорошо организованных школ, которые назывались эдубы. Часть выпускников оставалась при школах и, кроме административной работы и преподавания, занимались созданием учебников, созданием сборников легенд и поэм, составлением хроники и законов. Фактически, наука и литература того времени в большинстве своём выросли из школьного образования.

### Свободные и рабы
Хотя иногда в литературе описывается, как при III династии Ура государственный сектор охватывал вообще всё хозяйство, но сейчас известно, что это не так. Вне государственного хозяйства существовали свободные общинники со своими полями и остатками общественного самоуправления. Известно, что они нанимались на отдельные работы (например, сбор урожая) в царские хозяйства, где работали не за паёк, а за плату, которая была рассчитана на содержание семьи. Впрочем, плата эта была незначительна — паёк был втрое больше, чем у гурушей, то есть состоял из 4,5 литров ячменя. Это, а также сам факт того, что эти люди нанимались на сезонные работы, когда следовало работать в собственных хозяйствах, свидетельствует об их бедности. Известно, что свободные общинники должны были выполнять трудовую повинность в качестве гурушей и нгем, но не постоянно, а временно — несколько месяцев (обычно один) в год. Рабочим, которых администрация задерживала в трудовых лагерях сверх установленного срока, платили как наёмным — выдавали паёк втрое больше, чем гурушам.
Как именно жили «вольные» общества, неизвестно, поскольку таблички освещают лишь государственное хозяйство. Сделок купли и продажи земли, характерных документов как до, так и после этого периода, для III династии Ура нет — похоже, подобные операции с землёй были запрещены.
В рамках старых номов народные собрания, похоже, не сохранились, но продолжал существовать общественный суд.
Свободные общинники жили очень тяжело, они массово разорялись. Хотя торговля землёй запрещалась, но этот запрет нередко обходили, оформляя продажу как подарок. Документы сообщают также о случаях продажи бедняками в рабство своих детей, особенно дочерей. Должники, которые не могли вернуть ссуду, попадали во временное рабство к заёмщику, а их дети, родившиеся во время него, уже считались наследственными рабами. О том, какие были отношения тех времён между «свободными» людьми и владетельными чиновниками, свидетельствует уже вступление к законам Шульги «Сироту богатому человеку он ни за что не отдавал, вдову чиновнику он ни за что не отдавал, шекеля человека, мину человека он … не отдавал». Здесь следует подчеркнуть, что богатым во времена III династии Ура мог быть только человек, который занимал видное место в государственной иерархии, то есть фактически царь хвалится тем, что защитил простонародье не от каких-то частных ростовщиков, а от собственных подчинённых — иными словами, урские цари пробовали ограничить последствия своей же политики.
Хотя гуруши и нгемы в документах противопоставляются собственно рабам — «урду» по-шумерски (по-аккадски — «вардум»), но похоже, что жизнь последних была легче. Частные рабы жили на правах младших и неполноправных членов семей, за ними признавались определённые права. Например, они были частично правоспособными, могли подавать в суд даже против своих владельцев, требовать привести их к присяге, отводить свидетелей и т. д. Известны судебные дела рабов, в которых те требовали своего освобождения, правда, во всех известных случаях проигрывали. Фактически эксплуатация рабов, которые принадлежали состоятельным людям, была менее жёсткой, чем государственная эксплуатация гурушей. Кроме того, крупные чиновники, которые были основными владельцами рабов, имели значительные служебные наделы, из которых выделяли небольшие лоскуты рабам. Поэтому те работали в доме господ и на своих полях. Известно, что рабы имели собственное имущество, семью, могли делать подарки и даже выкупаться на волю.
Стоили рабы дёшево — 9—10 шекелей серебра мужчины, и женщины в 2—3 раза дешевле. Рабов часто имели даже представители низового чиновничества и квалифицированные ремесленники. Частных рабов свободно покупали и продавали, за исключением того, что жителей Шумера и Аккада, попавших в рабство, запрещалось продавать за пределы государства.

## Идеология
Характерное для III династии Ура благоустройство задело даже религию и историю. Культы разных богов были сведены в единую систему, был создан единый пантеон во главе с ниппурским богом-царём Энлилем, второе место занимало главное божество Ура Нанна. Также большую роль отводили богу Эриду Энки. Похоже, династия подчёркивала своё шумерское происхождение и особенно чтила собственно шумерских богов, а вот храмы на семитском севере жаловались на неуважение к своим богам. В целом пантеон богов в том виде, как он был сформирован при III династии Ура, просуществовал без больших изменений вплоть до времён, когда древнюю религию Междуречья вытеснили авраамические религии.
Распространялось учение о том, что люди созданы богами специально, чтобы их обслуживать, поэтому они должны строить храмы, приносить жертвы и т. п., поскольку это их святая врождённая обязанность. Начиная с Шульги, цари получают статус богов, поэтому, соответственно, люди должны служить им так же, как и другим богам. Правда, среди исследователей не существует чёткого согласия относительно того, когда именно была признана божественность Шульги. Одни предполагают, что это произошло на тридцатом году его правления, другие же считают, что все документы, где упоминается о его божественности, прежде всего, гимны в его честь, появились уже после смерти царя. Однако в любом случае в честь обожествлённого Шульги существовали специальные ритуалы, в его честь назвали звезду в небе и изменили название одного из месяцев, чтобы тот был связан с праздником в честь бога Шульги.
Именно во времена III династии Ура был создан так называемый «Царский список», в котором мифические герои, полулегендарные правители и исторические деятели, правившие в разное время в разных местах, были выстроены в единую систему династий, заслоняли друг друга по мере перехода лугалства от одного города к другому. Картина реального древнего Шумера с его независимыми городами-государствами подменялась образом единственной страны, в которой время от времени меняется столица. Идеологические выводы из списка очевидны — государство III династии Ура якобы было не чем-то новым, а лишь продолжением исконных шумерских традиций.

## Гибель
Царству Шумера и Аккада угрожали вторжениями племена амореев, которые со своих выжженных солнцем сирийских степей стремились попасть на орошённые поля Южной Месопотамии. Для защиты от них была построена двухсоткилометровая стена от Тигра до Евфрата по краю так называемой гипсовой пустыни. Эта стена защищала государство с севера и частично с запада, но амореи, не имея возможности идти прямо на юг, шли на восток, переправлялись через реку Тигр, спускались восточным берегом южнее, снова переходили реку и попадали в царство III династии Ура уже с востока.
Между тем царь Ибби-Суэн воевал в Эламе. Правление царей Ура в Эламе всегда было непрочным — им то удавалось покорить значительные территории, то эламиты восставали, войны сменялись соглашениями и союзами. Поэтому Ибби-Суэн погряз в эламских делах и, похоже, просто пропустил опасность. Между тем многочисленные аморейские племена со своими стадами врывались в Южную Месопотамию. Их сил было недостаточно, чтобы покорить страну, но они грабили население, перерезали дороги, пасли своих овец на ячменных полях и заставляли шумеров и аккадцев прятаться за стенами городов. В местностях, пострадавших от амореев, хозяйственная жизнь начала разрушаться, отряды гурушей распадались и разбредались кто куда, чтобы как-то прокормиться, поскольку централизованное снабжение из складов было нарушено. Толпы голодных людей грабили страну не хуже пришельцев. Царство Шумера и Аккада погружалось в анархию, энси на окраинах государства начали отделяться. Хотя Ибби-Суэну удалось отвоевать у эламитов Сузы и даже захватить в плен эламского царя Энпилуххана, но уже вскоре его власть перестали признавать в Лагаше и Умме. На 6 году правления враги захватили священный город Ниппур, сильно подорвав престиж династии. В Ларсе вождь аморейского племени Амнаум Напланум основал собственную династию.
Когда Ибби-Суэн наконец вернулся из Элама в Ур, то в столице назревал голод. Огромную армию рабочих и чиновников следовало кормить, а из-за амореев централизованное хозяйство во многих местах развалилось, а самое главное — были перерезаны связи многих регионов со столицей, и продовольствие поступало лишь из половины провинций. В этой ситуации царь приказал чиновнику по имени Ишби-Эрра поехать в незатронутые вторжением западные области и закупить зерно в хозяйствах свободных общинников. Ишби-Эрра справился с этой задачей и собрал огромные запасы хлеба в маленьком городке Иссин на рукаве Евфрата рядом с Ниппуром. После этого он сообщил Ибби-Суэну о выполнении задания и о том, что для перевозки зерна надо 600 кораблей. Однако такого количества у царя не было, и он посоветовал Ишби-Эрри попросить баржи у городского энси, а сам пообещал заплатить двойную цену за привезённое зерно, чем, похоже, показал свою слабость и неспособность управлять страной. Но Ишби-Эрра попросил у энси не корабли, а создание союза против центральной власти, а себя объявил царём — сначала осторожно «царём своей страны», а затем и царём «Шумера и Аккада». Чуть позже он захватил соседний Ниппур. К тому времени уже многие энси на окраинах государства фактически отпали от Ура, теперь те из них, кто оставался ему верным, в большинстве своём признали царём Ишби-Эрру, у которого был хлеб и который контролировал культовый центр Шумера — храм Энлиля в Ниппуре, а некоторые и сами провозгласили себя царями. Например, энси Эшнуны провозгласил себя «царём сильным, царём страны Вариум».
Ибби-Суэн ещё несколько лет правил Уром, но бывшая столица могущественного государства страдала от голода. Затем на ослабленный Шумер напали эламиты — в 2003 году до нашей эры амореи пропустили через захваченные ими земли войска эламского царя Хутран-Темпи. Эламиты захватили Ур, а самого Ибби-Суэна отвели в плен в Аншан. Несколько лет (2003—1996 годах до нашей эры) завоеватели держали в Уре гарнизон, но затем покинули разграбленный город и его голодные окраины. В Шумере царём остался Ишби-Эрра, в Аккаде возникло несколько мелких царств.
Гибель царства Шумера и Аккада стала темой плачей, ставших целым направлением в тогдашней литературе. Вот отрывок из «Плача о гибели Ура», речь ведётся от имени богини Нингалу, считавшейся женой покровителя города Нанни:
Вола моего из хлева не гонят пастись — его погонщик ушёл,
Барана моего из хлева не гонят пастись — его пастырь ушёл.
В каналах моего города воистину набрался песок,
Воистину они обращены в жилище лисиц,
Не текут в них проточные воды — заботившийся о них ушёл,
На полях моего города нет ячменя — надзиратель ушёл.
… Моё добро тот, кто пришёл снизу, вниз внёс за рекой (моё добро, — говорю я)
Моё добро пришедший сверху, вверх внёс за рекой (моё добро, — говорю я)
Моё серебро и камни разобраны (моё добро, — говорю я)
Мои сокровища разорены (моё добро, — говорю я)
Моим серебром, кто не знал серебра, то наполнил руки

Моими камнями, кто не знал камни, то украсил шею…
Как отмечает Дж. К. Скотт: "Согласно общепринятой точке зрения, после «краха» Ура Третьей династии в конце III тысячелетия до н. э. для аллювиальных равнин Шумера начались «темные века», о длительности которых до сих пор ведутся споры. Многие постоянные поселения опустели..."